# Itmagination
Itmagination – polska firma informatyczna, specjalizująca się w tworzeniu dedykowanego oprogramowania i systemów analizy danych Business Intelligence oraz outsourcingu. Założona w 2008 roku z siedzibą w Warszawie, posiada lokalne biuro w Krakowie. Świadczy usługi informatyczne dla sektora finansowego, handlowego, budowlanego, energetycznego i technologicznego.

## Historia
Itmagination została założona 9 września 2008 roku przez programistów Daniela Araka, Dawida Łazińskiego i Łukasza Kielocha. Pierwszym klientem firmy był niemiecki koncern farmaceutyczny Bayer. Do 2016 roku spółka dostarczyła usługi i rozwiązania dla setek międzynarodowych firm.
W sierpniu 2013 Arak, Łaziński, Kieloch oraz Paweł Borowski założyli spółkę ITM Outsourcing świadczącą usługi outsourcingowe. W październiku 2016 przeprowadzono rebranding pod nazwą Itmagination.
W latach 2011–2014 spółka osiągnęła dynamikę wzrostu przychodów 530%. Dzięki temu czterokrotnie znalazła się w raporcie Deloitte Technology Fast 50, jako jedna z najszybciej rozwijających się spółek technologicznych w Europie Środkowo-Wschodniej.
W 2020 roku Itmagination przejęła krakowską firmę Maise specjalizującą się w tworzeniu interfejsów mobilnych. Firma tym samym powiększyła portfolio świadczonych usług o user interface i user experience. Kwoty transakcji nie podano.

## Działalność
Firma specjalizuje się w zarządzaniu i analizie danych oraz w obszarze data science (big data, rozwiązanie raportowe i analityczne, uczenie maszynowe, analiza języka naturalnego). Spółka zajmuje się migracją i integracją aplikacji, utrzymaniem i zarządzaniem cyklem życia aplikacji, projektowaniem aplikacji mobilnych i internetowych, a także usługami w chmurze obliczeniowej. Od 2016 roku spółka skupia swoją działalność na firmach z Europy oraz USA.

## Nagrody i wyróżnienia
W 2019 roku Itmagination otrzymała po raz pierwszy certyfikat Great Place to Work. W 2020 roku również udało im się uzyskać roczną certyfikację świetnego miejsca pracy. W 2021 roku Itmagination zadebiutowała na liście konkursu organizowanego przez Great Place to Work® – „Najlepsze Miejsca Pracy Polska 2021”. Firma została zakwalifikowana w kategorii przedsiębiorstw zatrudniających do 500 osób. W trakcie tego samego wydarzenia, Itmagination otrzymała tytuł Rzecznika Standardu Etyki – nagrody wręczanej przez UN Global Compact Network Poland firmom spełniającym Standardy Programu Etycznego. Dokument został opracowany w 2015 roku przez tę organizację w oparciu o wytyczne ONZ.
Itmagination otrzymała od LL-C Certification certyfikat ISO/IEC 27001/2013, świadczący o najwyższych standardach zarządzania bezpieczeństwem informacji. Spółka otrzymała również ważny do 2023 roku certyfikat ISO 9001:2015, potwierdzający spełnienie wymagań QMS.
W 2019 roku Itmagination została wybrana jako jedna z 65 firm na świecie specjalizujących się w technologiach dla instytucji finansowych do zaprezentowania demo swoich najnowszych aplikacji w oparciu o Behaviolytics podczas FinovateEurope 2019 w Londynie.
W 2017 roku Itmagination znalazła się na 280. pozycji listy FT1000 dziennika „Financial Times” obejmującą najszybciej rozwijające się firmy w Europie. W latach 2015–2017 spółka zdobywała tytuł Gazeli Biznesu w konkursie „Pulsu Biznesu”. Firma jest czterokrotnym laureatem rankingu Deloitte Technology Fast 50. Znalazła się na 6. miejscu w rankingu Technology Fast 50 w 2014 roku i 19. miejscu w 2015 roku.
Itmagination jest oficjalnym technologicznym partnerem Amazon, Google, IBM, Microsoft i Oracle. W 2012 roku została Partnerem Roku Microsoft w Polsce. Ponadto posiada 10 certyfikatów Microsoft Gold Certified Partner z zakresu: application integration, DevOps, Data Analytics i centrów danych.